# Каррик-он-Шур (станция)
Каррик-он-Шур — железнодорожная станция, открытая 15 апреля 1853 года и обеспечивающая транспортной связью одноимённый город в графстве Южный Типперэри, Республика Ирландия. Бывшие запасные пути и грузовая платформа с пакгаузом, используются как база обществом Irish Traction Group для сохраняемых ими тепловозов.